# Edma Abouchdid
Edma Abouchdid, född 1909, död 11 oktober 1992, var en libanesisk läkare. Hon blev 1931 den första kvinnliga läkaren i Libanon. Hon grundade Lebanese Medical Feminine Association.
Hon föddes i Sao Paulo i Brasilien. Hon tog sin examen vid American University i Beirut 1931. Hon arbetade vid Royal Hospital i Baghdad 1936-1945, och i USA 1945-1948. Hon var professor i gynekologi och obestetrik vid American University i Beirut. Hon bildade 1969 Lebanese Family Planning Association.